# そ

En la escritura japonesa, los caracteres silábicos (o, con más propiedad, moraicos) そ (hiragana) y ソ (katakana) ocupan el 15º lugar en el sistema moderno de ordenación alfabética gojūon (五十音), entre せ y た; y el 18º en el poema iroha, entre れ y つ. En la tabla a la derecha, que sigue el orden gojūon (por columnas, y de derecha a izquierda), se encuentra en la tercera columna (さ行, "columna SA") y la quinta fila (お段, "fila O").
Tanto そ como ソ provienen del kanji 曾.
Pueden llevar el acento dakuten: ぞ, ゾ.
Existe una versión hentaigana de そ, , que proviene del kanji 楚.

## Romanización
Según los sistemas de romanización Hepburn, Kunrei-shiki y Nihon-shiki:
- そ, ソ se romanizan como "so".
- ぞ, ゾ se romanizan como "zo".

## Escritura
| Escritura de そ | Escritura de ソ |

El carácter そ tiene dos glifos, según si empieza por una línea recta () o diagonal descendente (). 
- En el primer caso, se escribe con un solo trazo, que se asemeja a una letra Z y, debajo de ella (pero en el mismo trazo), una C.

- El carácter ソ se escribe con dos trazos:

1. Trazo diagonal descendente que forma un ángulo de unos 60° respecto de la horizontal.
2. Trazo curvo que empieza en la parte derecha del carácter y va hacia abajo a la izquierda.

Es importante no confundir este carácter con ン (n), ya que la inclinación del primer trazo y la posición inicial del segundo son distintas. También es similar (aunque menos) a los katakana シ (shi) y ツ (tsu).

## Otras representaciones
- Sistema Braille:

| －● ●● －● |

- Alfabeto fonético: 「そろばんのソ」 ("el so de soroban", el ábaco japonés)
- Código Morse: －－－・

- Datos: Q40598
- Multimedia: そ / Q40598